# Simon Lévelt
Simon Lévelt (1775-1850) was een Nederlandse handelaar in koloniale producten. In 1826 opende Lévelt in Amsterdam een winkel in "koloniale waren". Zijn assortiment omvatte onder meer verschillende koffie- en theesoorten.
Het ambacht van koffiebranden is al zes generaties lang van vader op zoon/dochter overgedragen. Het bedrijf, sinds 1995 gevestigd te Haarlem, is aan het begin van de 21ste eeuw uitgegroeid tot een koffiebranderij en theehandel die in een internationale markt opereert, nog steeds onder de naam "Simon Lévelt".
Het bedrijf stelde in 2010 "ook de leef- en werkomstandigheden van de arbeiders te verbeteren", 52% van de koffie en 72% van de thee rechtstreeks in te kopen in het land van oorsprong, en daarbij "zo veel mogelijk de richtlijnen voor eerlijke handel" te hanteren. Desondanks had maar een klein deel van het assortiment in 2011 een Max Havelaar/Fairtrade-keurmerk. In 2024 stelt het bedrijf: "Ons assortiment is nu 80% biologisch, dit aandeel zal de komende jaren groeien tot 100%".
Eind jaren 70 begon het bedrijf met de verkoop van biologische producten. Hiermee was het bedrijf in Nederland een van de eersten. Mede door dit pionierswerk won het bedrijf in 1997 de Milieuprijs voor de Industrie in de categorie "Partners in duurzame ontwikkeling" van het Ministerie van Volkshuisvesting, Ruimtelijke Ordening en Milieubeheer.